# Patania iopasalis
Patania iopasalis là một loài bướm đêm trong họ Crambidae.